# Сантюль II (виконт Беарна)
Сантюль II (I) (фр. Centulle, баск. Zentulo, лат. Centuli; умер около 940 года) — виконт Беарна с 905 года, сын виконта Лупа Сантюля.

## Биография
Известно о Сантюле очень мало. Он наследовал в Беарне своему отцу около 905 года. Аббат Монлезён в своей «Истории Гаскони» сообщает, что внуком Лупа Сантюля был Гастон I, а отцом Гастона называет Сантюля II. Сантюль упомянут вместе с Лупом Сантюлем в недатированной дарственной хартии, данной герцогом Гаскони Гильомом Саншем монастырю Сен-Винсент-де-Люк. Также имя Сантюля встречается в недатированной дарственной хартии о пожертвовании виллы в Бордо, где он назван отцом Гастона I.
По сообщению Монлезёна, Сантюль участвовал во всех походах короля Памплоны Санчо, своего родственника, захватив в одном из походов «вождя неверных», за что в награду получил владения в долине Тена.
Умер Сантюль II около 940 года.

## Брак и дети
Имя жены Сантюля II неизвестно. Единственный сын от этого брака:
- Гастон I (ум. ок. 980), виконт Беарна[3]